# Andronico Paleologo (grande domestico)
Andronico Comneno Paleologo (in greco Ἀνδρόνικος Κομνηνός Παλαιολόγος?; 1190 circa – 1248 o 1252) fu governatore generale di Tessalonica e Grande domestico (megas domestikos) dell'Impero di Nicea. Era il padre dell'imperatore bizantino Michele VIII Paleologo, fondatore della dinastia dei Paleologi.

## Biografia
Andronico era figlio del Megaduca Alessio Paleologo e di Irene Comnena, nipote di Michele Paleologo e pronipote del fondatore della famiglia, Giorgio Paleologo. Nato probabilmente intorno al 1190, aveva un altro fratello, Michele, che pare fosse il maggiore dei due.
Non si sa nulla della sua giovinezza. Fu nominato Grande domestico (comandante in capo) dell'Impero di Nicea, ma le fonti differiscono su quando e da chi: Niceforo Gregorio riporta che ciò avvenne ad opera di Teodoro I Lascaris (1204-1222), ma Giorgio Acropolite afferma che ciò avvenne ad opera del successore di Teodoro I, Giovanni III Vatatze (1222-1254), subito dopo la sua ascesa. Gli storici moderni ritengono generalmente più probabile quest'ultima ipotesi. Nel 1224 Andronico fu inviato nella regione del fiume Scamandro, sottratta all'Impero latino in seguito alla battaglia di Poimanenon, per organizzarne l'amministrazione come exisōtēs. Questo probabilmente prima di essere nominato Grande domestico. Nel 1233 fu inviato a capo della spedizione contro il sovrano semi-indipendente di Rodi, il cesare Leone Gabala, che costrinse a riconoscere la sovranità nicena.
Nel 1241, Andronico seguì Giovanni III Vatatze nelle sue campagne in Macedonia e nell'assedio di Tessalonica. La campagna fu però interrotta a causa dell'invasione mongola dell'Asia Minore, costringendo Vatatze ad accontentarsi del riconoscimento della sua autorità da parte del sovrano della città, Giovanni Comneno Ducas, che in precedenza aveva rivendicato per sé il titolo imperiale. Nel dicembre 1246, dopo la definitiva presa di Tessalonica, Andronico rimase in città come governatore e come governatore generale (indicato come "praetor" nelle fonti) di tutti i nuovi possedimenti niceni in Macedonia, mentre Vatatze tornò in Asia Minore. Durante il suo mandato, il suo figlio maggiore, il futuro imperatore Michele VIII Paleologo, venne a prestare servizio sotto di lui nelle città di Serres e Melenikon.
La data di morte di Andronico è sconosciuta. Tradizionalmente è stata datata al 1247, poiché Acropolite afferma che fu poco dopo la sua nomina a Tessalonica, ma ricerche più recenti mostrano che morì in un periodo compreso tra il 1248 e il 1252. Gli successe come Grande domestico il genero Niceforo Tarcaniota e come governatore generale a Tessalonica Teodoro File.

## Matrimonio e discendenza
Verso il 1213 sposò Teodora, di illustre stirpe, figlia del despota Alessio Paleologo e di Irene Comneno Angelina, figlia primogenita dell'imperatore bizantino Alessio III Angelo. Fino alla sua morte, avvenuta nel 1203, il despota Alessio Paleologo era anche l'erede designato di Alessio III, rimasto senza figli.
Insieme, la coppia ebbe almeno quattro figli: 
- Maria (nata nel 1214/5 circa),
- Irene (1218 circa),
- Michele (1224/5),
- Giovanni (dopo il 1225).

Dopo la morte di Teodora, Andronico si risposò, ma il nome della seconda moglie è sconosciuto. Da lei ebbe un altro figlio: 
- Costantino (1230 circa).

Con una delle due mogli, Andronico ebbe anche una terza figlia, il cui nome è sconosciuto.

## Ascendenza
|                      |   |                   | Genitori            |  |  | Nonni |  |  | Bisnonni |  |  | Trisnonni |  |
|                      |   |                   |                     |  |  |       |  |  | …        |  |  | …         |  |
|                      |   |                   |                     |  |  |       |  |  | …        |  |  | …         |  |
|                      |   | …                 |                     |  |  |       |  |  | …        |  |  |           |  |
| Michele Paleologo    |   |                   |                     |  |  |       |  |  | …        |  |  |           |  |
|                      |   | …                 | …                   |  |  |       |  |  |          |  |  |           |  |
|                      |   | …                 | …                   |  |  |       |  |  |          |  |  |           |  |
|                      |   | …                 | …                   |  |  |       |  |  |          |  |  |           |  |
| Alessio Paleologo    |   | …                 |                     |  |  |       |  |  |          |  |  |           |  |
|                      |   | …                 | …                   |  |  |       |  |  |          |  |  |           |  |
|                      |   | …                 | …                   |  |  |       |  |  |          |  |  |           |  |
|                      |   | …                 | …                   |  |  |       |  |  |          |  |  |           |  |
| …                    |   | …                 |                     |  |  |       |  |  |          |  |  |           |  |
|                      |   | …                 | …                   |  |  |       |  |  |          |  |  |           |  |
|                      |   | …                 | …                   |  |  |       |  |  |          |  |  |           |  |
|                      |   | …                 | …                   |  |  |       |  |  |          |  |  |           |  |
| Andronico Paleologo  |   | …                 |                     |  |  |       |  |  |          |  |  |           |  |
|                      | … | …                 |                     |  |  |       |  |  |          |  |  |           |  |
|                      | … | …                 |                     |  |  |       |  |  |          |  |  |           |  |
|                      | … | …                 |                     |  |  |       |  |  |          |  |  |           |  |
| Giovanni Cantacuzeno | … |                   |                     |  |  |       |  |  |          |  |  |           |  |
|                      |   | …                 | …                   |  |  |       |  |  |          |  |  |           |  |
|                      |   | …                 | …                   |  |  |       |  |  |          |  |  |           |  |
|                      |   | …                 | …                   |  |  |       |  |  |          |  |  |           |  |
| Irene Comnena        |   | …                 |                     |  |  |       |  |  |          |  |  |           |  |
|                      |   | Andronico Comneno | Giovanni II Comneno |  |  |       |  |  |          |  |  |           |  |
|                      |   | Andronico Comneno | Giovanni II Comneno |  |  |       |  |  |          |  |  |           |  |
|                      |   | Andronico Comneno | Piroska d'Ungheria  |  |  |       |  |  |          |  |  |           |  |
| Maria Comnena        |   | Andronico Comneno |                     |  |  |       |  |  |          |  |  |           |  |
|                      |   | Irene Aineidasa   | …                   |  |  |       |  |  |          |  |  |           |  |
|                      |   | Irene Aineidasa   | …                   |  |  |       |  |  |          |  |  |           |  |
|                      |   | Irene Aineidasa   | …                   |  |  |       |  |  |          |  |  |           |  |
|                      |   | Irene Aineidasa   |                     |  |  |       |  |  |          |  |  |           |  |